# Исмаилия (канал)
Исмаилия — пресноводный канал от города Эз-Заказик до города Исмаилия, соедияет реку Нил и Суэцкий канал. Изначально построен тысячами египетских феллахов для обеспечения строителей Суэцкого канала питьевой водой. Канал идёт с востока на запад через провинцию Исмаилия.
От города Исмаилия канал разветвляется двумя рукавами вдоль Суэцкого канала: на юг — в Суэц и на север — в Порт-Саид.
После завершения строительства канал Исмаилия стал играть важное значение для поселений вдоль Суэцкого канала и сделал плодородными ранее засушливые земли. Также канал снабжает пресной водой город Порт-Саид.
Как и Суэцкий, канал Исмаилия был спроектирован французскими инженерами, строительство длилось с 1861 по 1863 год. Канал проходит через ныне высохший водоворот Вади Тумилат, включая части древнего Суэцкого канала, существовавшего между Старым Каиром и Красным морем.

## Создание
В феврале 1862 года, когда тысячи рабочих выкопали 1,1 миллиона кубических метров, канал достиг озера Тимсах. Как только пресная вода достигла этого района, для строительства Суэцкого канала было нанято больше рабочих. Канал также позволял легко транспортировать материалы и продукты питания на паромах, курсирующих по его узким путям.

## Битва при Кассасинском шлюзе
Битва при Кассасинском шлюзе произошла около канала 28 августа 1882 г.

## Англо-египетская война
Менее чем через 100 лет канал больше не поставлял чистую пресную воду, так как был сильно загрязнен. В 1950-х годах, когда в этом районе дислоцировались британские солдаты, некоторые называли канал открытой канализацией. Персоналу Королевских военно-воздушных сил посоветовали избегать контакта с водой и предупредили, что в канале могут оказаться дезертиры. Когда с октября 1951 по январь 1952 года война между национальными, египетскими движениями сопротивления и британскими солдатами стала особенно кровопролитной, останки некоторых британских солдат, которые были замучены и убиты, оказались в канале.

## Сегодняшний день
Канал Исмалия остается основным источником питьевой и оросительной воды для многих городов в 21 веке. Согласно исследованию 2014 года, качество воды отличное для орошения и варьируется от хорошего до плохого для питья. В настоящее время загрязнение в основном представляет собой сочетание сбросов в верхнем течении Нила, стекающего в канал дренажа и протечек от мусора.